# 梅子山水库
梅子山水库是中国湖北省黄冈市浠水县境内的一座水库，位于巴水河梅子山支流上，建于1979年。水库正常库容为952万立方米，集雨面积为6平方千米，海拔为57米。